# Álex Moreno
Alexandre Moreno Lopera (Sant Sadurní, 8 de junho de 1993) é um futebolista espanhol que atua como lateral-esquerdo. Atualmente, joga pelo Aston Villa.

## Carreira
Alexandre Moreno Lopera começou a carreira no Vilafranca, jogando a temporada 2010-11.

### Llagostera
Após passar uma temporada pelo time sub-19 do Barcelona na época 2011-12, o jogador transferiu-se para o Llagostera que disputaria a terceira divisão espanhola. Ele fez 2 gols em 27 jogos da liga.[carece de fontes?]

### Mallorca
Seus jogos atraíram os olhos do Mallorca B que o contratou, após o fim de seu contrato de uma temporada com o clube anterior. Após 2 jogos, Álex foi para o time principal para disputar a segunda divisão espanhola na temporada 2013-14.[carece de fontes?] Apesar dos esforços, fazendo 2 gols e dando 1 assistência em 31 jogos,[carece de fontes?] o clube ficou em 17º colocado, apenas 2 posições acima da zona de rebaixamento para a terceira divisão. O time tinha jogadores que conseguiriam uma carreira mais consolidada anos depois, como Pedro Geromel, Marco Asensio, Thomas Partey e Gerard Moreno.[carece de fontes?]

### Rayo Vallecano
A custo zero, no dia 15 de julho de 2014, o jogador transferiu-se para o Rayo Vallecano na temporada seguinte, porém, na primeira divisão da Espanha. Seu rendimento não foi o esperado no seu primeiro ano de contrato. Jogando 13 jogos na temporada, e anotando apenas um gol pela Copa do Rei, o jogador foi emprestado para o Elche, onde jogaria a La Liga 2 na temporada 2015-16.

### Elche (Empréstimo)
No clube da Província de Alicante, o jogador conseguiu a titularidade e uma grande sequência de jogos. Atuando em 41 partidas, o jogador anotou 2 gols e deu 4 assistências. O Clube terminou em 11º colocado.[carece de fontes?]

### Volta ao Rayo
Ao voltar para o Rayo, ele não mudou-se de divisão, pois o clube havia sido rebaixado na mesma temporada em que ele integrava o elenco do Elche. Repetindo os bons jogos, Álex contribuiu diretamente para 8 gols, divididos igualmente entre gols e assistências, nas 38 partidas que disputou na temporada 2016-17 da La Liga 2, mas o desempenho do clube foi mediano, apenas o 12º colocado.[carece de fontes?]
Entretanto, as coisas mudariam para o time de Madrid na temporada seguinte. Pois o clube não só conseguiria o acesso, mas se tornaria o campeão da La Liga 2, sendo um título inédito. Alexandre esteve presente em 40 jogos da competição e anotou 3 gols e 3 assistências.[carece de fontes?]
Na temporada 2018-19, Moreno vestiria a camisa do clube pela última vez. Apesar da temporada magnífica que o clube havia tido uma época antes, o time não conseguiu repetir o feito, e foi rebaixado como último colocado na La Liga. O lateral ainda marcou 1 gol e deu 2 assistências naquela competição. Ao todo, Álex Moreno fez 127 jogos, 9 gols e 9 assistências pelo clube de Madrid.[carece de fontes?]

### Real Betis
No dia 21 de agosto de 2019, o clube Real Betis contratou o jogador por 9,70 milhões de euros por cinco anos. Jogando a La Liga novamente, o jogador conseguiu contribuir com 4 assistências, além de um gol na Copa do Rei da temporada 2019-20. O jogador conseguiu a titularidade atuando em 33 jogos em seu primeiro ano de contrato.[carece de fontes?]
Após temporadas regulares, o jogador, enfim, conseguiu seu primeiro título de grande escalão na carreira. Na temporada 2021-22, o jogador esteve presente em todos os 8 jogos do Real Betis na Copa do Rei, onde sagrou-se campeão após derrotar o Valencia nos pênaltis, sendo o terceiro título dessa competição para o time na história. Inclusive, essa temporada foi a que o jogador mais contribuiu diretamente com gols do time. Ao todo, ele marcou 5 vezes e deu 5 assistências ao clube de Sevilha.[carece de fontes?]
Na temporada 2022-23, ele disputou a Europa League pela primeira vez. O lateral disputou 4 jogos e viu o seu time passar em primeiro no seu grupo de maneira invicta. Mas deixou o clube rumando à Premier League antes de disputar a fase das oitavas de final. Ao todo, Álex fez 122 jogos, marcando 6 gols e distribuindo 14 assistências em sua passagem pelo time espanhol.

### Aston Villa
No dia 11 de janeiro de 2023, aos 29 anos, o jogador foi anunciado como novo jogador do Aston Villa. A contratação foi pelo valor de 13,5 milhões de euros e seu contrato foi de três anos e meio.

### Nottingham Forest (Empréstimo)
No dia 24 de agosto de 2024, foi emprestado ao Nottingham Forest por uma temporada.

## Títulos
Rayo Vallecano
- Segunda División: 2017–18[carece de fontes?]

Real Betis
- Copa do Rei: 2021–22[carece de fontes?]